# アダ・マウロ
アダ・マウロ（Ada Mauro、1961年8月28日 - ）はイタリア・サレルノ出身のタレント・俳優。1980年代から1990年代にかけて日本で活動した。

## 来歴
地元・サレルノでのタレント活動やミラノでモデルとして活動したのち、ナポリオリエンタル大学（東洋学専攻）在学中の1982年に日本語の勉強のために初来日し、英語・イタリア語講師、モデルとして滞在。
フジテレビの番組『笑っていいとも!』の「60歳からの英会話」コーナーの英会話講師としてタレントデビュー。日本滞在時の所属事務所は田辺エージェンシー。
1995年頃に離日してアメリカ合衆国に移住。俳優として短期間活動したのち、結婚・出産を機に芸能活動を引退。その後オーガニック食品の研究家に転身し、2014年頃に英語と日本語によるYouTubeを開設した。

## 人物・エピソード
- 日本語の他、スペイン語も堪能[1]。
- 外見からは想像もつかないダミ声が特徴とも言われた[1]。
- 日本滞在中、タレント活動のかたわら、東京・青山でイタリア料理店を経営していた[4]。
- 1986年には、雑誌『スコラ』でヌードを披露した。

## 主な出演

### テレビ番組
- 笑っていいとも![1][3]（フジテレビ系、1984年4月 - 1985年3月） ※月曜日担当
- 花の女子校 聖カトレア学園（テレビ東京系、1985年4月 - 7月）
- クイズなんでも一番館（1985年9月 - 1987年10月、テレビ朝日)

### 映画
- 劇場版 金田一少年の事件簿「上海魚人伝説」（1997年、東宝） - マルチナ役[5]

### CM
テレビCM
- 学校法人西沢学園「新コスモス編」

ラジオCM
- 東洋紡績「バイオシル加工ソックス」（1987年） - 第27回ACC CMフェスティバル ラジオCM部門優秀賞